# Zeuxis d'Heraclea
Zeuxis d'Heraclea (en llatí Zeuxis, en grec antic Ζεῦξις) fou un famós pintor grec, el més gran del seu temps després de Parrasi (Parrhasius).

## Biografia
Era nadiu d'Heraclea, encara que no està determinat en quina de les ciutats d'aquest nom, però s'ha proposat Heraclea de Lucània, a la Magna Grècia, encara que hi ha qui creu que era de l'Heraclea Pòntica. Va néixer a la meitat del segle V aC, probablement cap al 455 aC i va florir entre el 425 i el 400 aC.
Va ser deixeble, se suposa, de Demòfil d'Himera o de Nesees de Tassos, pintor per altra banda desconegut, i Plini el Vell el relaciona amb Apol·lodor d'Atenes, quan diu que Zeuxis va perfeccionar una tècnica que havia descobert. Quintilià diu que va viure l'època de la guerra del Peloponnès. Plató el cita als diàlegs Gòrgies i Protàgores, i Xenofont als Records de Sòcrates. Va viure a Atenes entre el 430-415 aC, on va exercir el seu art, i va treballar també pel rei Arquelau I de Macedònia entre el 413 i el 400 aC. Va pintar un quadre a Crotona, a Calàbria, i segurament va viatjar a Sicília segons es dedueix d'una de les seves pintures, i concretament a Agrigent. No se sap quan va morir, però en tot cas va ser abans del 355 aC. Es diu, segons recull Sext Pompeu Fest, que va morir de riure després de pintar una figura grotesca que representava una vella.
Plini diu que Zeuxis, quan ja s'havia fet molt ric amb les seves obres, va decidir regalar-les perquè no podia fixar-ne el preu adequat per cap de les noves que feia. Plini assenyala també la seva ostentació, a més de la seva riquesa, i diu que a Olímpia es va exhibir davant de tota Grècia amb una túnica brodada amb lletres d'or on es llegia el seu nom.

## Obra
En el seu estil que es considera de l'escola jònica de pintura, cal incloure la precisió, la facultat d'imitació extraordinària, l'exhibició dels encants sensuals i la gratificació de la sensualitat, i sobretot el contrast de la llum i l'ombra. En aquest camp es diu que era superior a Polignot. Apol·lodor d'Atenes va influir en la seva tècnica, i també escultors com ara Fídies. Aristòtil critica que el seu ideal fos la forma i no el caràcter de les persones representades.
Quan va treballar per al rei Arquelau de Macedònia, va decorar el palau reial de Pel·la. Plini també explica una anècdota, sobre un concurs que es va fer entre Zeuxis i Parrasi per veure quin dels dos pintors era el millor. Zeuxis va pintar uns raïms tan ben fets que van baixar els ocells a picar-los. Llavors Parrasi va demanar a Zeuxis que enretirés la cortina que tapava el seu quadre, i quan ho va anar a fer es va adonar que la cortina era el quadre. Zeuxis va reconèixer la victòria del seu rival, ja que si ell havia enganyat als ocells, Parrasi el va enganyar a ell.
Va pintar diverses obres entre les quals es mencionen:
- Uns Acarnanis.
- Un Eros coronat de roses i un Pan, pel rei Arquelau
- Una Helena, per encàrrec de Crotona. Es diu que li va servir de model una de les cinc noies més belles de la ciutat.
- El nen Hèracles matant una serp en presència d'Amfitrió i d'Alcmena molt espantada (Hercules Infans Dracones strangulans, Alemena corams pavente et Amphitryone), probablement la mateixa obra que Plini anomena Alemena.
- La família del centaure.
- Helena al pòrtic d'Atenes (Ἀλφίτων Στοά)
- Júpiter entronitzat amb els déus al costat.
- Marsyas religatus, Màrsies lligat
- Apollo et Marsyas, Apol·lo i Màrsies.
- Menelaus.
- Boreas
- Triton.

Com que Pausànias no en parla, se suposa que les seves obres ja havien estat destruïdes o portades a Roma al seu temps.